# Bloherfelde
Bloherfelde ist ein Stadtteil der niedersächsischen Großstadt Oldenburg (Oldb).

## Geographie
Bloherfelde liegt im Westen der Stadt und grenzt an den Ortsteil Petersfehn der ammerländischen Gemeinde Bad Zwischenahn, sowie an die weiteren oldenburgischen Stadtteile Wechloy und Haarentor im Norden und Eversten im Süden. Die Grenzen zwischen Bloherfelde und Eversten sind dabei recht fließend.
Die Siedlungsgebiete Bloherfeldes sind entlang der Bloherfelder Straße entstanden. Der Stadtteil zeichnet sich durch den hohen Baumbestand aus. Neben den Grünanlagen gibt es zwei größere Gewässer im Stadtteil, den Bloherfelder Teich und den Kennedyteich. In unmittelbarer Nähe des Bloherfelder Teichs befindet sich das Gymnasium Eversten, das zwar den Namen des benachbarten Stadtteils trägt, sich de facto jedoch auf Bloherfelder Terrain befindet, was als Indiz dafür gewertet werden kann, dass die Abgrenzung zwischen Eversten und Bloherfelde von unscharfer Natur ist.
Entlang des Hörnewegs entstand um die Jahrtausendwende das Neubaugebiet An den Eschen. Die Siedlungsgebiete Bloherfeldes bestehen größtenteils aus Einfamilienhäusern. Eine Ausnahme stellt der soziale Siedlungsbau des Kennedyviertels dar, in dem Hochhäuser dominieren. Das Vorhandensein einer Stadtteilbibliothek steigert die Attraktivität Bloherfeldes.
Über den Hartenscher Damm, den Uhlhornsweg und den Drögen-Hasen-Weg ist es nur etwa ein Kilometer bis zur Universität Oldenburg. Ebenso in unmittelbarer Nähe befindet sich das Wald- und Naherholungsgebiet Wildenloh, sowie die Polizeiakademie des Landes Niedersachsen.

## Wirtschaft und Infrastruktur
Bloherfelde wird durch die Buslinie 309 der Oldenburger Verkehr und Wasser an den ÖPNV angebunden.

## Persönlichkeiten
- Hermann Lehmkuhl (1872–1957), Landwirtschaftslehrer und völkischer Abgeordneter des Oldenburger Landtags